# محمد العمروسي
محمد العمروسي (مواليد 25 أغسطس 1982) هو ممثل مصري خريج معهد الفنون المسرحية، اشتهر من خلال أدواره في الدراما التلفزيونية والمسرح. يتميز بأسلوبه التمثيلي القوي وأدائه الطبيعي، مما جعله يكسب شهرة واسعة بين الجمهور المصري والعربي. شارك في العديد من الأعمال الناجحة مثل مسلسلات “الاختيار” و“المداح” وغيرها. إلى جانب التمثيل، يتميز العمروسي بحضوره المميز على المسرح، مما يعكس تنوع مهاراته في الفن.

## نبذة عن حياته المهنية
هو ممثل مصري بدأت موهبة التمثيل لديه منذ طفولته.
وكان يشارك في مسرح المدرسة، وبعدها دخل المعهد وبدأ من خلاله العمل على المسرح، مشيرا إلى أنه قد حصل على جائزة أفضل ممثل صاعد في المهرجان القومى، لافتا إلى أنه بدأ احترافية في المجال منذ عام 2009.

### الأفلام
.
| السنة | اسم الفيلم   | الدور |
| ----- | ------------ | ----- |
| 2017  | عمارة رشدي   | ....  |
| 2018  | أسرار عائلية | كريم  |

### المسلسلات
.
| السنة     | اسم المسلسل                                                      | الدور              |
| --------- | ---------------------------------------------------------------- | ------------------ |
| 2025      | حكيم باشا                                                        | خاطر               |
| 2021      | اجازة مفتوحه                                                     | عبد الرحيم         |
| 2021      | ورا كل باب                                                       | ضياء عجّورة البلطجي |
| 2020      | إسود فاتح                                                        | ....               |
| 2020      | إلا أنا                                                          | ....               |
| 2020      | النهاية                                                          | يسر                |
| 2020      | شاهد عيان                                                        | ....               |
| 2019-2021 | الآنسة فرح (Miss Farah) (المواسم 1-4) مقتبس من (Jane the Virgin) | ضياء               |

## وصلات خارجية
- محمد العمروسي على موقع IMDb (الإنجليزية)
- محمد العمروسي على موقع الدهليز
- محمد العمروسي على موقع قاعدة بيانات الأفلام العربية